# Ceràmica

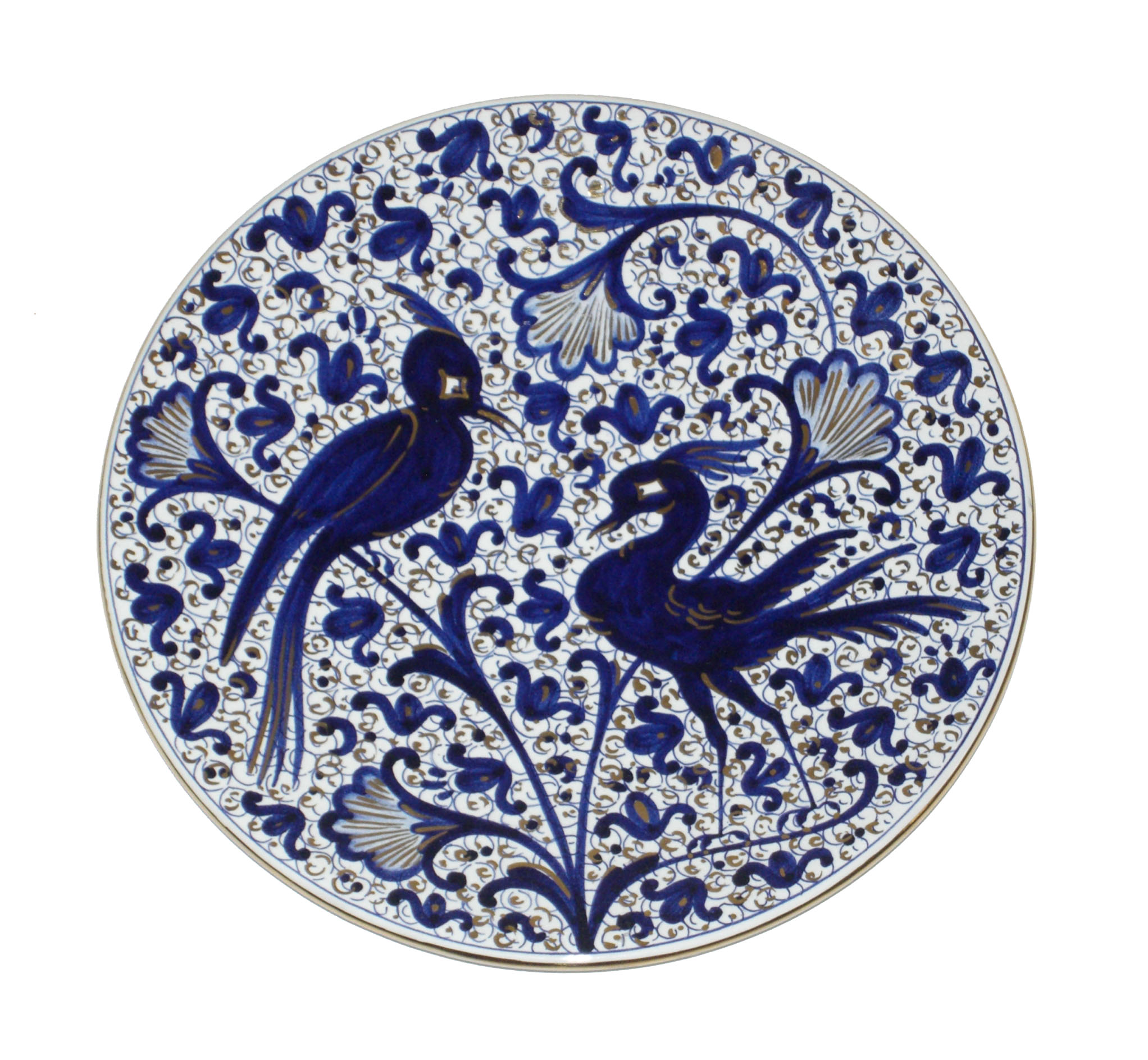
Plat de ceràmica de Faenza

La ceràmica és qualsevol dels diversos materials durs, trencadissos, resistents a la calor i resistents a la corrosió als quals es dona forma i després es couen. Estan fets d'un material inorgànic i no metàl·lic, com l'argila, a una temperatura elevada. Alguns exemples habituals són la terrissa, la porcellana i el maó.
Les primeres ceràmiques fetes pels humans eren objectes de terrissa (olles, recipients o gerros) o figuretes fetes d'argila, ja sigui sola o barrejada amb altres materials com la sílice, endurida i sinteritzada al foc. Més tard, la ceràmica va ser esmaltada i cuita per crear superfícies llises i acolorides, disminuint la porositat mitjançant l'ús de recobriments ceràmics amorfs i vidris a la part superior dels substrats ceràmics cristal·lins. La ceràmica ara inclou productes domèstics, industrials i de construcció, així com una àmplia gamma de materials desenvolupats per al seu ús en enginyeria ceràmica avançada, com ara semiconductors.
La paraula ceràmica prové del grec antic κεραμικός (keramikós), que significa "de o per a ceràmica". La menció més antiga coneguda de l'arrel ceram- és el grec micènic, indicant treballadors de la ceràmica, escrit en escriptura sil·làbica lineal B. La paraula ceràmica es pot utilitzar com a adjectiu per descriure un material, producte o procés, o es pot utilitzar com a substantiu.

## Etimologia
La paraula ceràmica deriva del grec κεραμικός (keramikos), i es refereix a la terrissa, i podria derivar de la paraula indoeuropea ker que significaria calor.

## Materials

Un micrografia SEM de baix augment d'un material ceràmic avançat. Les propietats de la ceràmica fan que la fractura sigui un mètode d'inspecció important.

El material ceràmic és un material d'òxid, nitrur o carbur inorgànic no metàl·lic. Alguns elements, com ara el carboni o el silici, es poden considerar ceràmics. Els materials ceràmics són fràgils, durs, forts en compressió i febles en esquinçament i tensió. Resisteixen l'erosió química que es produeix en altres materials sotmesos a ambients àcids o càustics. La ceràmica generalment pot suportar temperatures molt elevades, que van des dels 1.000 °C fins als 1.600 °C.
La cristal·linitat dels materials ceràmics varia àmpliament. Molt sovint, la ceràmica cuita és o vitrificada o semi-vitrificada com és el cas de la terrissa, el gres i la porcellana. La variació de la cristalinitat i la composició d'electrons en els enllaços iònics i covalents fan que la majoria dels materials ceràmics siguin bons aïllants tèrmics i elèctrics (investigats en ceràmica tècnica). Amb una gamma tan àmplia d'opcions possibles per a la composició/estructura d'una ceràmica (gairebé tots els elements, gairebé tots els tipus d'enllaç i tots els nivells de cristal·linitat), l'amplitud del tema és àmplia i els atributs identificables (duresa, tenacitat, conductivitat elèctrica) són difícils d'especificar per al grup en conjunt. Les propietats generals, com ara l'alta temperatura de fusió, l'alta duresa, la mala conductivitat, l'alt mòdul elàstic, la resistència química i la baixa ductilitat són la norma, amb excepcions conegudes a cadascuna d'aquestes regles (ceràmica piezoelèctrica, temperatura de transició vítrea, ceràmica superconductora). Molts compostos, com plàstics reforçat amb fibra de vidre i fibra de carboni, encara que contenen materials ceràmics no es consideren part de la família ceràmica.
Molts experts en ceràmica no consideren que els materials amb caràcter amorf (no cristal·lí, és a dir, vidre) siguin ceràmics, tot i que la fabricació de vidre implica diversos passos del procés ceràmic i les seves propietats mecàniques són similars a les dels materials ceràmics. Tanmateix, els tractaments tèrmics poden convertir el vidre en un material semicristal·lí conegut com a vitroceràmica.
Les matèries primeres ceràmiques tradicionals inclouen minerals d'argila com la caolinita, mentre que els materials més recents inclouen l'òxid d'alumini, més conegut com a alúmina. Els materials ceràmics moderns, que es classifiquen com a ceràmiques avançades, inclouen el carbur de silici i el carbur de tungstè. Tots dos es valoren per la seva resistència a l'abrasió i, per tant, s'utilitzen en aplicacions com les plaques de desgast d'equips de trituració en explotacions mineres. La ceràmica avançada també s'utilitza a la indústria mèdica, elèctrica, electrònica i armadures.

## Propietats

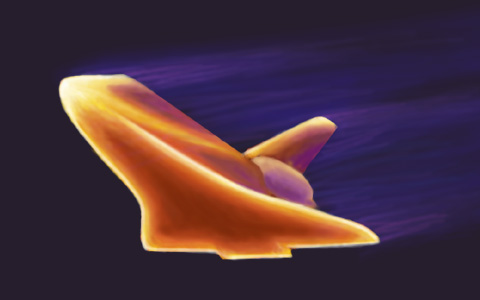
Simulació de la temperatura de la superfície d'un coet espacial en entrar a l'atmosfera terrestre, el material ceràmic del que està feta ha de suportar una temperatura de 1.500 °C

Un material ceràmic és un tipus de material inorgànic, no metàl·lic, bon aïllant i que a més té la propietat de tenir una temperatura de fusió i resistència molt elevada. Així mateix, és molt fràgil, el seu mòdul de Young o pendent fins al límit elàstic que es forma en un assaig de tracció) també és molt elevat.
Per això no es poden fondre i mecanitzar per mitjans tradicionals com la fresa, el tornejat o el brotxatge sinó que reben un tractament de sinterització. Aquest procés, per la naturalesa en la qual es crea, produeix porus que poden ser visibles a simple vista. Un assaig a tracció, pels porus i un elevat mòdul de Young (fragilitat elevada) i en tenir un enllaç iònic covalent, és impossible de realitzar.
Hi ha materials ceràmics la tensió mecànica dels quals, en un assaig de compressió, pot arribar a ser superior la tensió suportada per l'acer, gràcies als porus. En comprimir aquests porus, la força per unitat de secció és major que abans del col·lapse dels porus.

## Propietats mecàniques
Les propietats físiques de qualsevol substància ceràmica són un resultat directe de la seva estructura cristal·lina i composició química. La química de l'estat sòlid revela la connexió fonamental entre la microestructura i les propietats, com ara les variacions localitzades de densitat, la distribució de la mida del gra, el tipus de porositat i el contingut de la segona fase, que es poden correlacionar amb propietats ceràmiques com la resistència mecànica σ pel Hall- Equació de Petch, duresa, tenacitat, constant dielèctrica i propietats òptiques que mostren els materials transparents.
Les propietats mecàniques són importants en materials estructurals i de construcció, així com en teixits tèxtils. En la ciència moderna dels materials, la mecànica de fractura és una eina important per millorar el rendiment mecànic dels materials i components. Aplica la física de l'esforç i la deformació, en particular les teories de l'elasticitat i la plasticitat, als defectes cristal·logràfics microscòpics trobats en materials reals per tal de predir la fallada mecànica macroscòpica dels cossos. La fractografia s'utilitza àmpliament amb la mecànica de fractures per entendre les causes de les fallades i també verificar les prediccions de fallades teòriques amb fallades de la vida real.
Si una ceràmica està sotmesa a una càrrega mecànica substancial, es pot sotmetre a un procés anomenat ice-template, que permet un cert control de la microestructura del producte ceràmic i, per tant, un cert control de les propietats mecàniques. Els enginyers ceràmics utilitzen aquesta tècnica per ajustar les propietats mecàniques a la seva aplicació desitjada. Concretament, la força augmenta quan s'utilitza aquesta tècnica. La plantilla de gel permet la creació de porus macroscòpics en una disposició unidireccional. Les aplicacions d'aquesta tècnica d'enfortiment d'òxids són importants per a les piles de combustible d'òxid sòlid i els dispositius de filtració d'aigua. L'ús de determinats additius que poden influir en la morfologia microestructural durant el procés. Una bona comprensió d'aquests paràmetres és essencial per entendre les relacions entre el processament, la microestructura i les propietats mecàniques dels materials anisotròpics porosos.

### Propietats semiconductores
Algunes ceràmiques són semiconductores

## Tipus

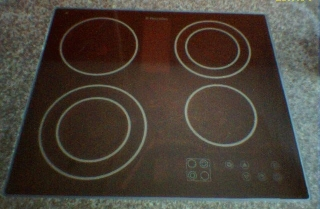
Vidre ceràmic aplicat en una cuina, aprofitant les propietats tèrmiques d'aquest material

La porcellana és un tipus d'argila amb un alt percentatge de caolí (argila depurada), que permet el treball en parets primes, tradicionalment es valorava la seva translucidesa, sobretot a l'extrem orient.
El caolí és també la matèria primera de la pisa, i del gres i de totes aquelles argiles modelables (plàstiques) la més impura de les quals és el "fang vermell" o "argila vermella" amb una alta quantitat de ferro en forma d'òxid fèrric o ferrós que li dona el color característic.

## Tradició

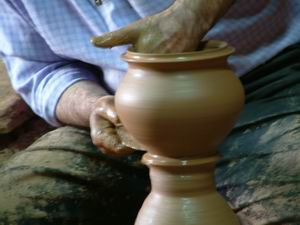
Tornejant una peça ceràmica de manera tradicional

La ceràmica també és l'activitat tradicional de fabricació d'objectes d'alta qualitat en argila cuita. L'argila vermella, la varietat impura del caolí, és prèviament mesclada amb desgreixants i se li apliquen elements minerals i químics per a millorar la seua presentació. El caolí és una associació complexa de sílice, alúmina, i aigua.
El vidriat és un dels tractaments de la superfície que esdevé de l'antiga necessitat de perdre la porositat. Altres eren el brunyit o la cobertura amb resines de diferents arbres.

## Tecnologia

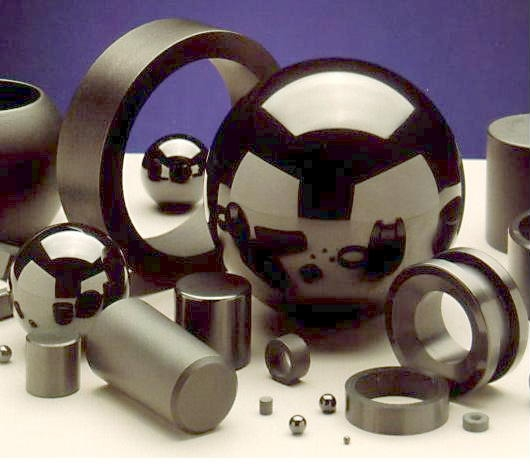
Peces fetes amb Si₃N₄ d'estructura ceràmica. Els ceràmic s s'usen molt per a components en automoció i en màquines en general.

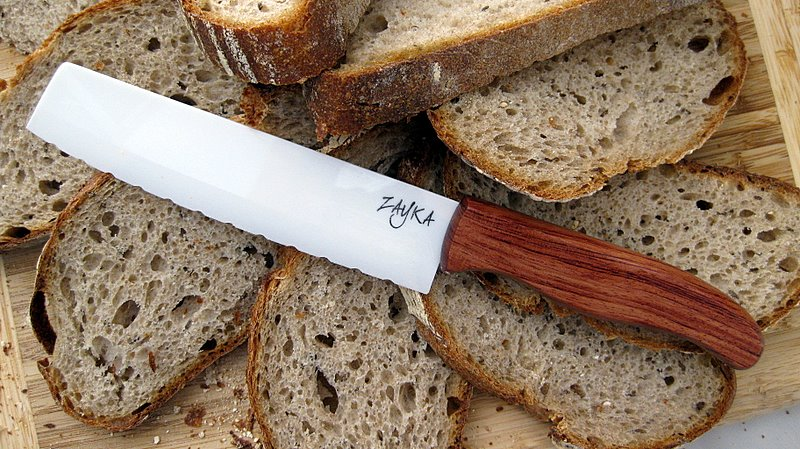
Ganivet la fulla de tallar del qual està feta de material ceràmic

Processos ceràmics es duen a terme per a la utilització com a materials a les noves tecnologies (conductors, aïllants tèrmics i elèctrics). Exemples de materials industrials de ceràmica són els aïlladors d'alta tensió de porcellana o els imants.
Per a molts usos són necessàries característiques de duresa i durabilitat, per aquests, ha d'estar lliure de ferro, només pot tenir traces de titani. Cada una d'aquestes ceràmiques tenen un punt de fusió diferent.

## Arts decoratives
Actualment és tant un vehicle d'expressió artística, una professió artesana o una indústria.
A la branca artística i artesana, els productes tant són simplement decoratius com utilitaris, aprofitant les característiques del material: duresa, durabilitat, porositat, encongiment (en el procés de secatge o de cuita) i la no plasticitat en el cas de ceràmiques per a ús industrial que permeten l'estabilitat tant en cru com en cuit.
Ceramista és el nom de l'oficiant artesà o artista.